# Copa da Liga Escocesa 2007–08
A Copa da Liga Escocesa de 2007-08 foi a 62º edição do segundo mais importante torneio eliminatório do futebol da Escócia. O campeão foi o Rangers F.C., que conquistou seu 25º título na história da competição ao vencer a final contra o Dundee United F.C., pelo placar de 2 a 2.

## Premiação
| Copa da Liga Escocesa de 2007-08  |
| Escócia                           |
| --------------------------------- |
| Rangers F.C. Campeão (25º título) |